# Museu de Pèrgam

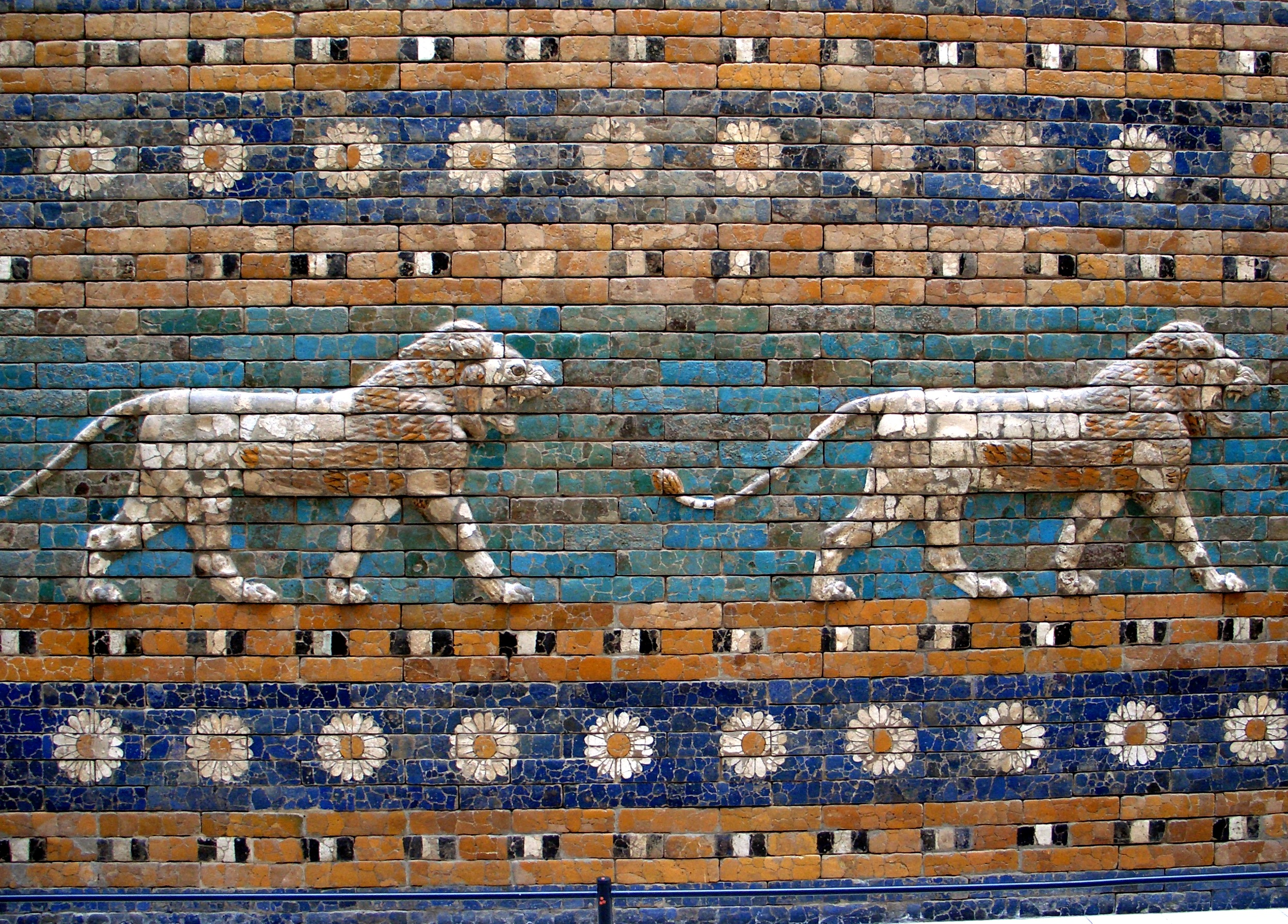
Lleons en baix relleu a la Porta d'Ixtar

El Museu de Pèrgam (en alemany Pergamonmuseum) és un museu d'art d'Alemanya que pertany al grup museístic de l'Illa dels Museus, la qual agrupa diversos dels museus més representatius de la ciutat de Berlín.
L'originalitat d'aquest museu, inaugurat el 1930, resideix principalment en el seu propi concepte: l'edifici no va ser construït per albergar obres d'art, sinó que primer es van portar les obres d'art i després, al seu voltant, es va construir l'edifici. D'aquesta manera, les meravelles mateix, la major part arquitectòniques, constitueixen les parets i les columnes d'aquest museu.
Les zones més destacades del museu són les dedicades a l'islam, Roma, Grècia i el període hel·lenístic (incloent la ciutat de Pèrgam, que és la que dona nom al museu), i sobretot Mesopotàmia i el Pròxim Orient. Entre les obres que cal esmentar, es troben l'Altar de Zeus de la ciutat de Pèrgam, la porta del mercat romà de Milet, les portes d'Ixtar de Babilònia, la façana d'Al-Mushatta, estàtues hel·lenístiques com el famós espinari i, fins i tot, part de la residència d'un califa.
Degut a feines de sanejament i restauració, la part del museu que alberga l'Altar de Zeus a Pèrgam va romandre tancada uns anys des de setembre de 2014 i a l'octubre de 2023 tancarà les portes per una profunda renovació. S'espera que el museu torni a obrir les portes al 2027.

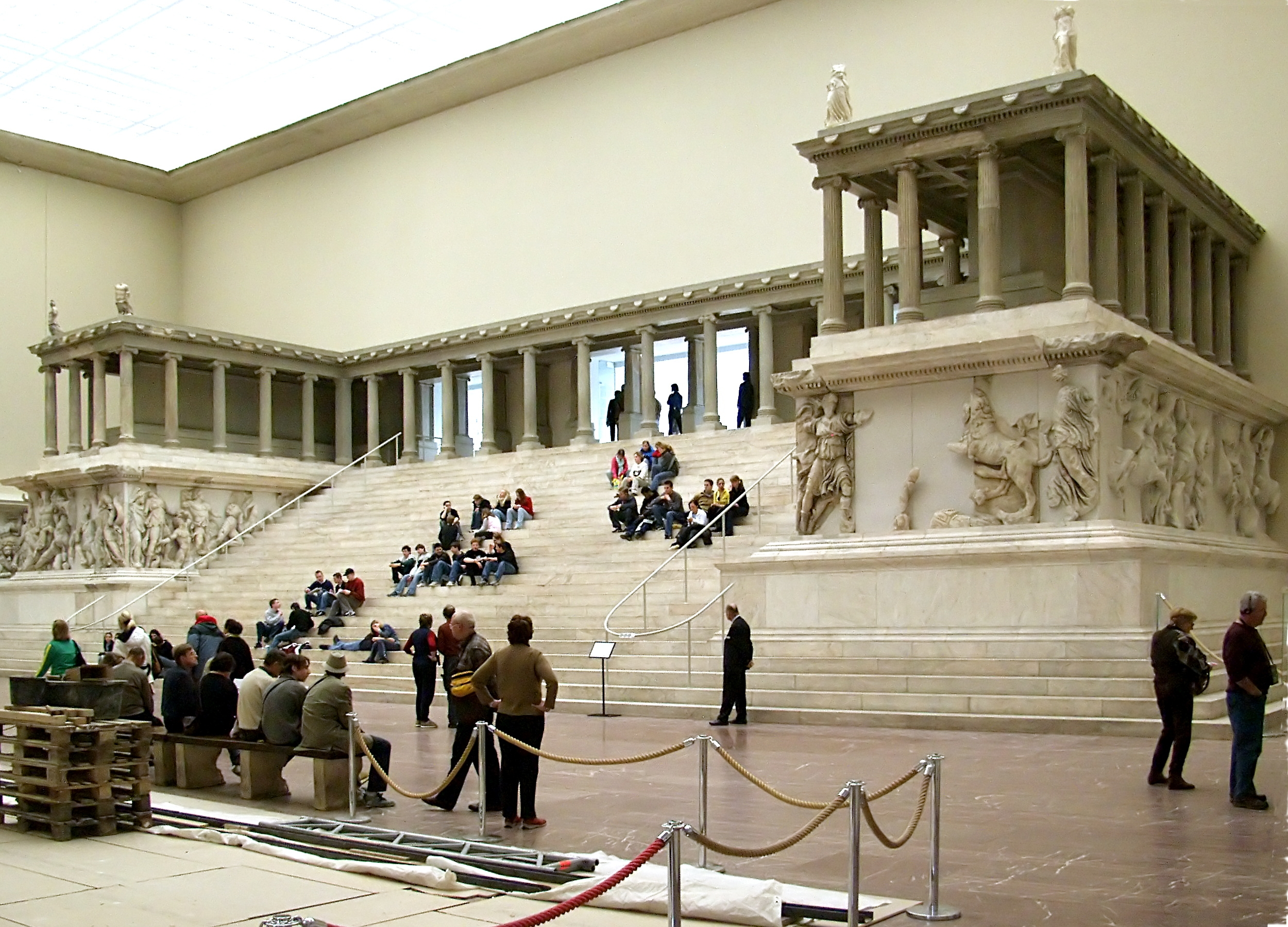
Altar de Zeus a Pèrgam
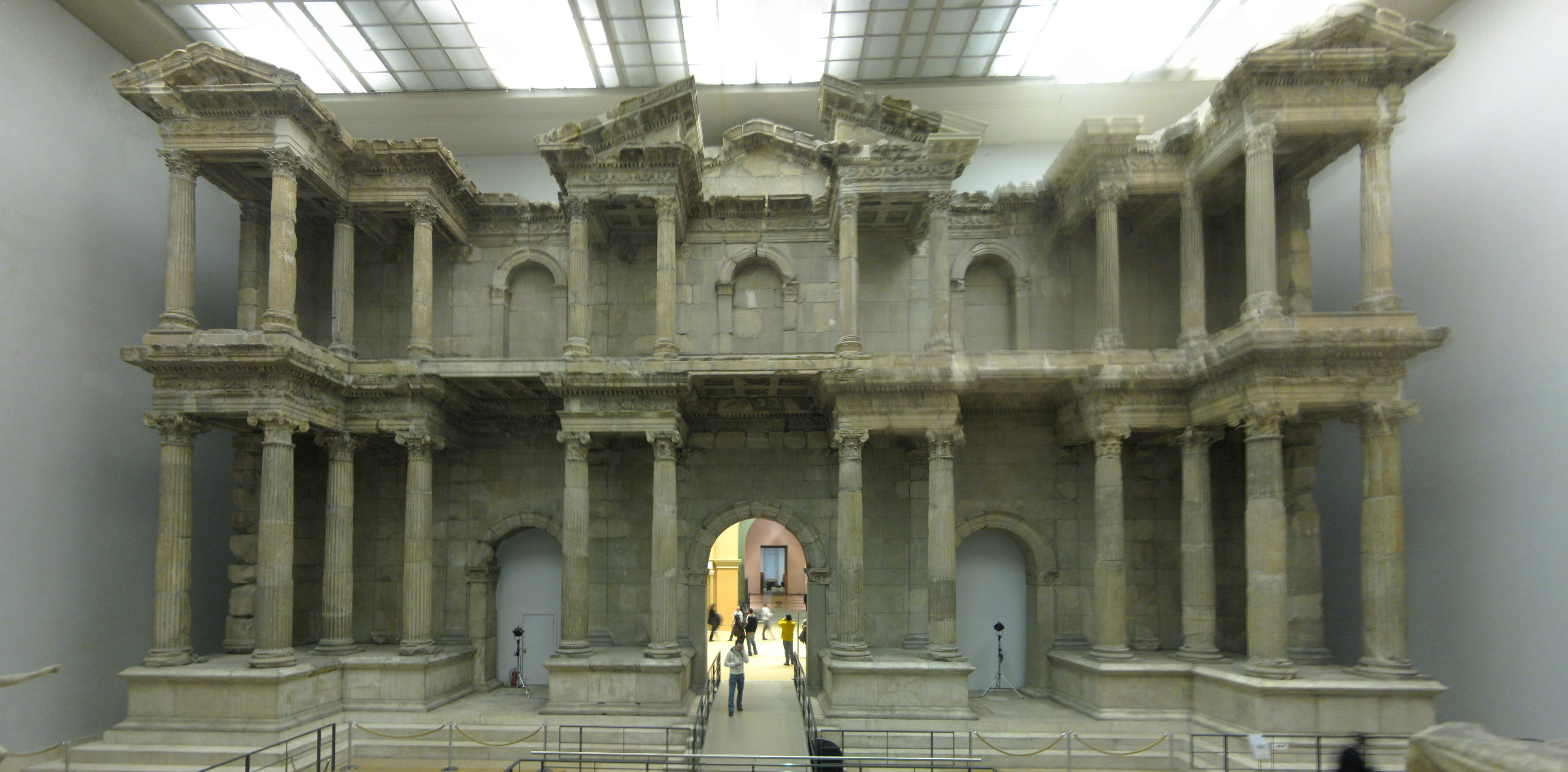
Mercat de Milet
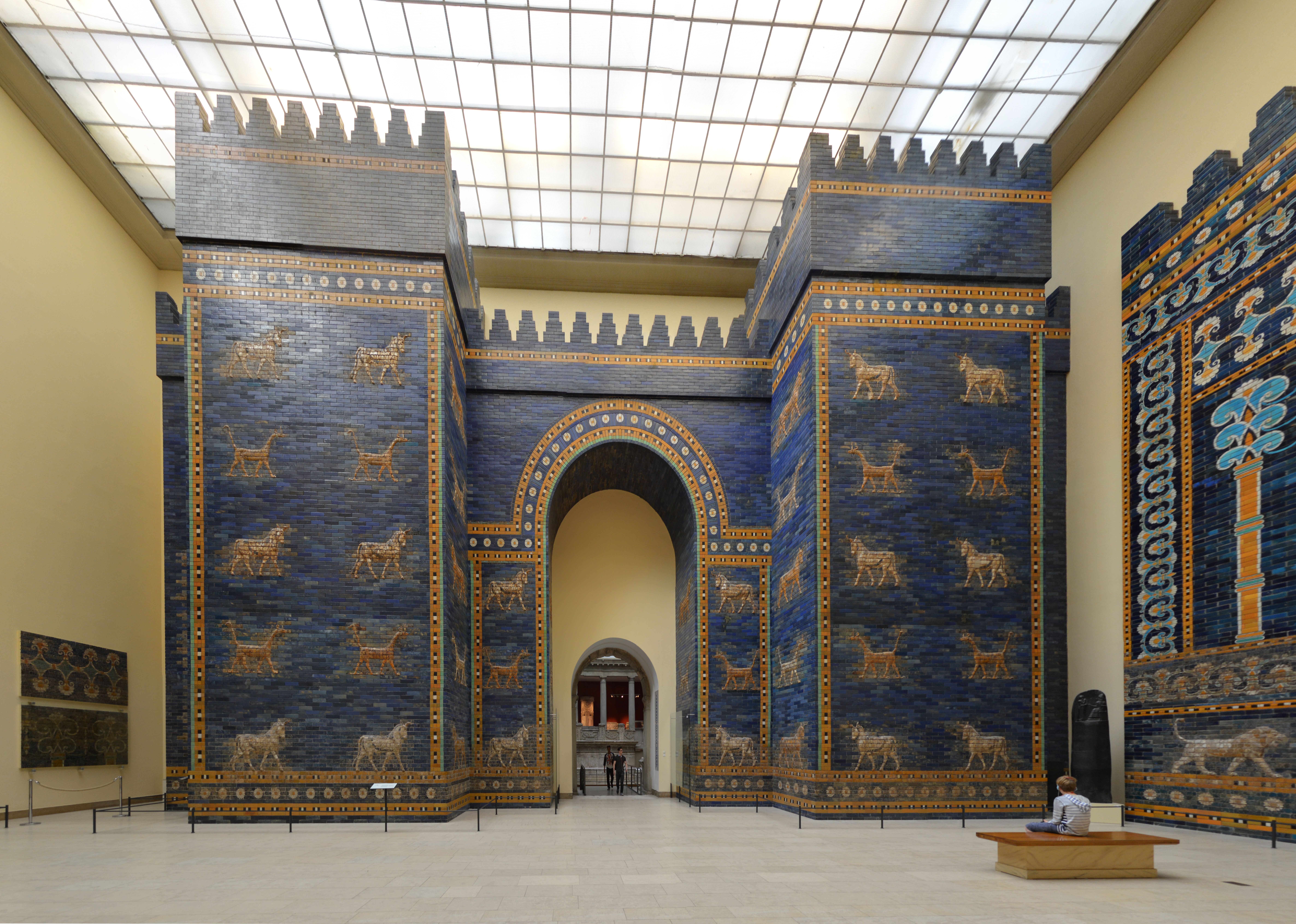
Porta d'Ixtar
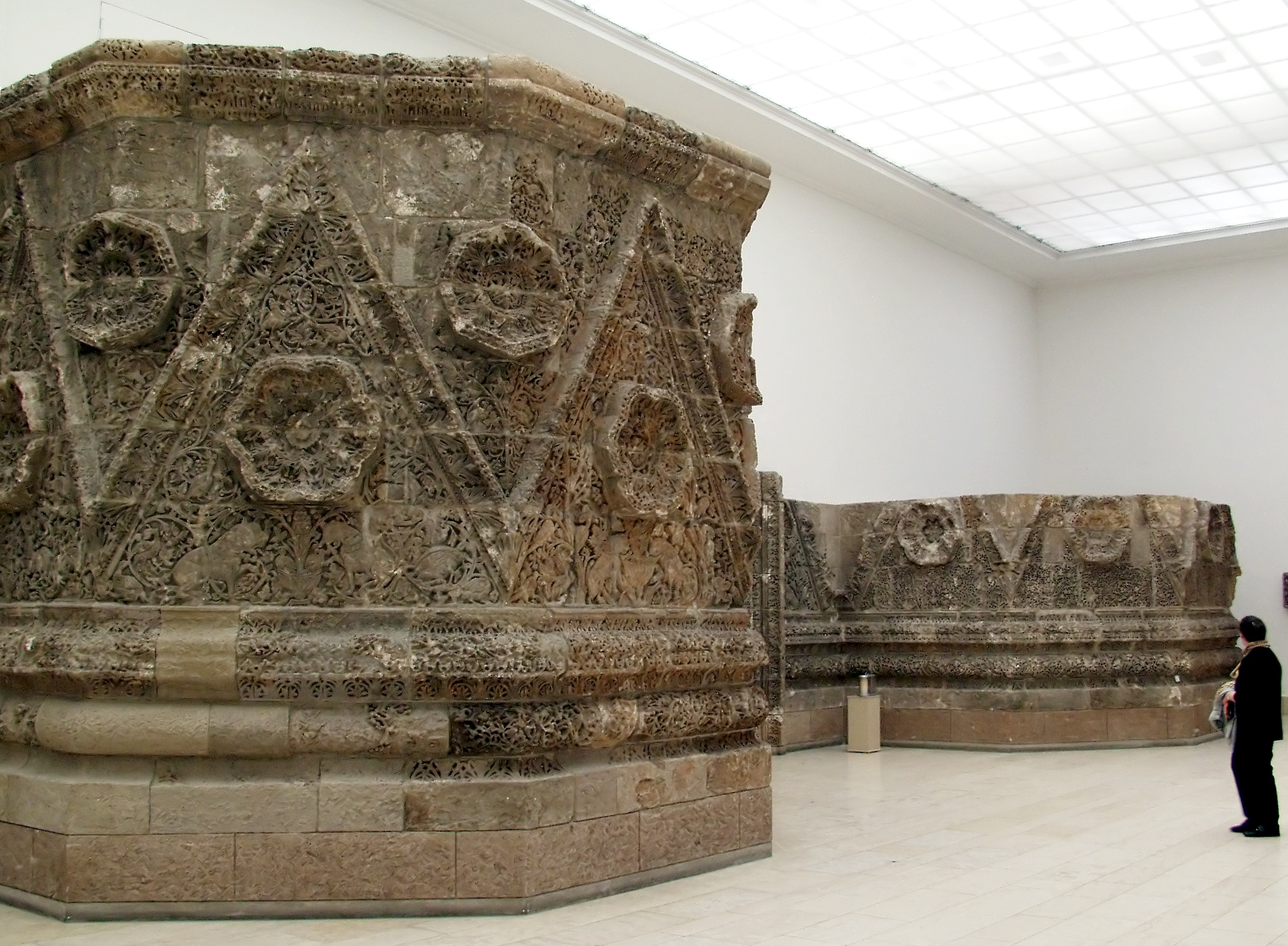
Façana d'Al-Mushatta